# Bryant McIntosh
Bryant Scott McIntosh (Greensburg, 20 novembre 1994) è un ex cestista statunitense.